# پرنتسلاو
شهر پرنتسلاو (به آلمانی: Prenzlau) در ایالت برندنبورگ در کشور آلمان واقع شده‌است.

## نگارخانه

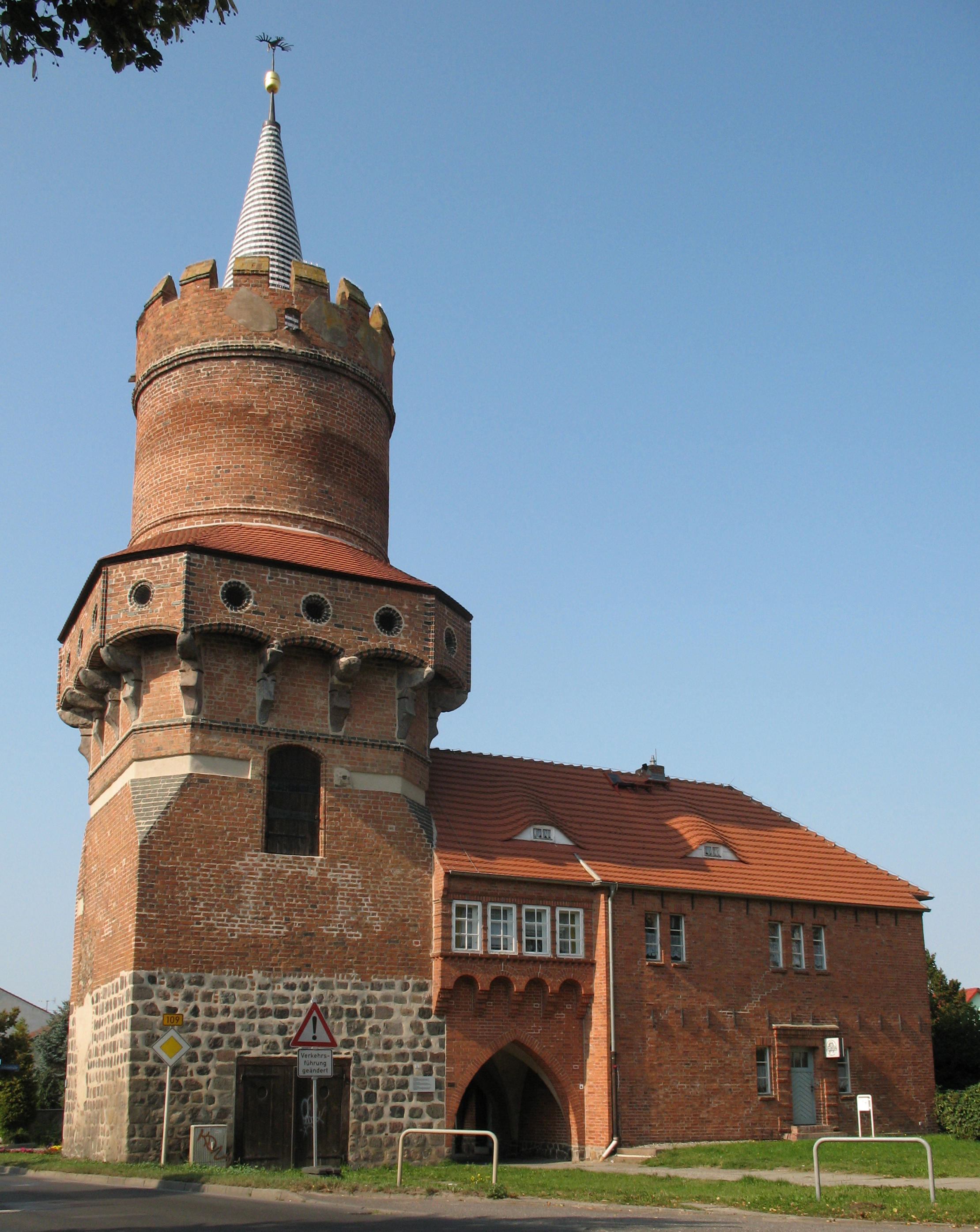
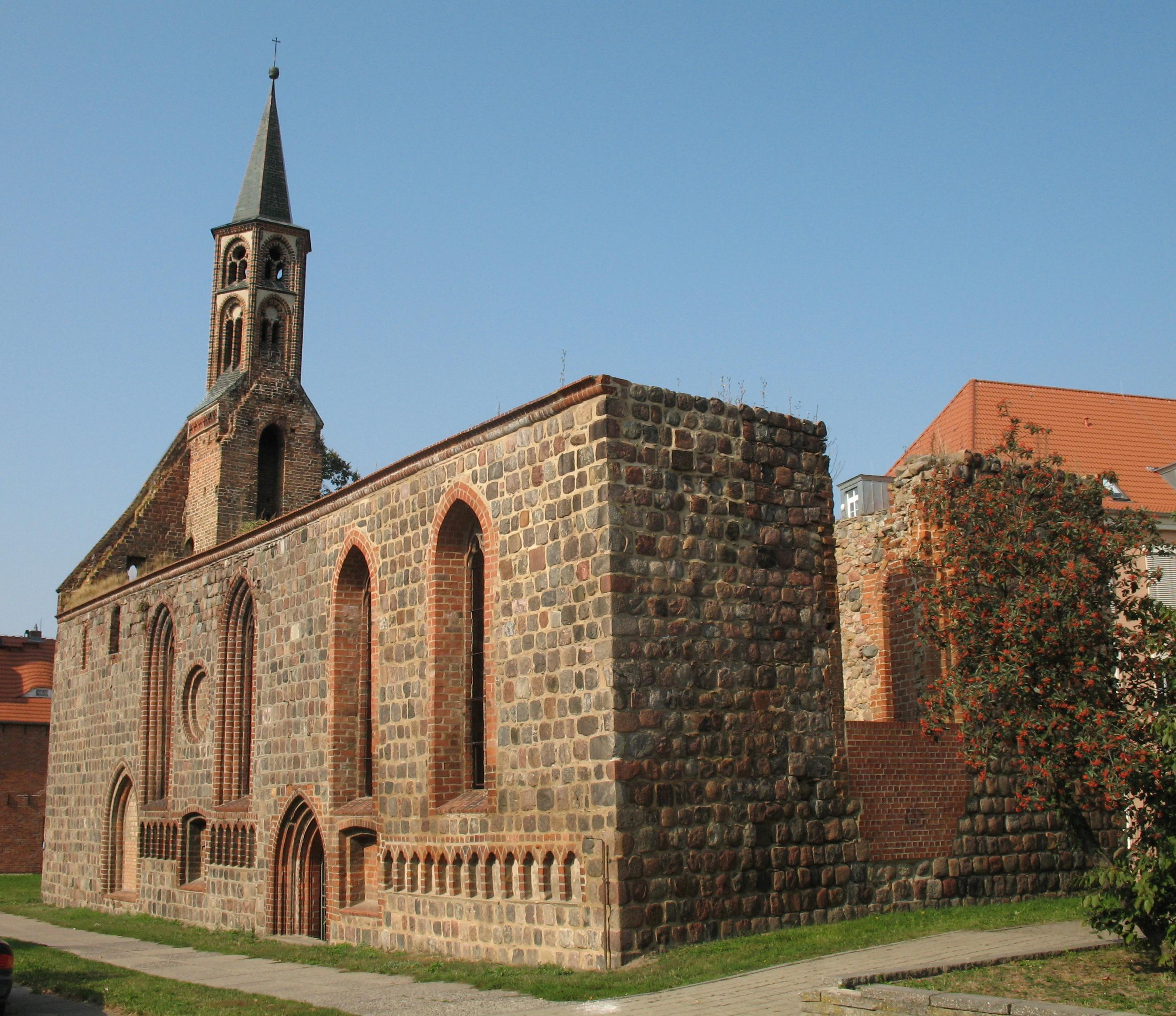